# Fernando Flores Sintas
Fernando Flores Sintas (Cartagena, 19 de febrer de 1939) és un científic espanyol especialista en física condensada de la matèria.

## Carrera
Es llicencià en enginyeria de la Universitat Politècnica de Madrid en 1963, es llicencià en Física per la Universitat Complutense de Madrid en 1966, i es doctorà per la Universitat Politècnica de Madrid en 1970. Ha fet postdoctorats per Madrid 1970-1976, Universitat de Lille, França en 1976 i per l'Imperial College London en 1977. És professor de ple dret en la Universitat Autònoma de Madrid des de 1978, on ha estat director de departament entre 1981-1996 i 2001-2004.
Va treballar com a professor visitant a la Universitat d'Oxford en 1981 i adjunt a la Universitat de Waterloo (Canadà) en 2002. Ha estat director de l'Institut de Ciències dels Materials de la UAM el 1993-1996 i director del grup de la matèria condensada de la Reial Societat Espanyola de Física (1981-1985) i de la Societat Europea de Física (1987-1993). De 1997 al 2000 director del comitè de consell del Ministeri de Ciència i Tecnologia d'Espanya

## Premis
- 1987, American Physical Society Fellowship.
- 1991, Medalla de la Reial Societat Espanyola de Física.[2]
- 1993, Premi Iberdrola[3]
- 2001, Premi Nacional d'Investigació Blas Cabrera per les seves contribucions teòriques a la física de superfícies, intercares de semiconductors i a la microscopia d'efecte túnel.[4]

## Obres
- Introduction to the theory of solid surfaces amb Federico García Moliner, Cambridge University Press, 2009. ISBN 9780521114356